# Gods of Egypt
Pour plus de détails, voir Fiche technique et Distribution.
Gods of Egypt ou Les Dieux d'Égypte au Québec est un film fantastique australo-américain réalisé par Alex Proyas et sorti en 2016. Situé dans un univers librement inspiré de la mythologie égyptienne, il met en scène le dieu Horus, roi d'Égypte renversé par son oncle, le maléfique Seth, ainsi qu'un jeune voleur, Bek, qu'un concours de circonstances amène à lui prêter main-forte.
Très mal accueilli par la critique, le film est en outre un échec au box-office.

## Synopsis
La survie de l'Humanité repose sur les épaules du puissant dieu Horus (Nikolaj Coster-Waldau), jadis vaincu par Seth (Gerard Butler), le dieu de la perturbation, qui a usurpé le trône d’Égypte. Le royaume est depuis plongé dans le chaos. Pendant sa quête, un jeune voleur mortel du nom de Bek (Brenton Thwaites) qui entreprend aussi une périlleuse aventure pour sauver la fille qu’il aime, Zaya, lui demande son aide afin de contrer Seth.

## Fiche technique
- Titre original et français : Gods of Egypt
- Titre québécois : Les Dieux d'Égypte
- Réalisation : Alex Proyas
- Scénario : Matt Sazama (en) et Burk Sharpless
- Musique : Marco Beltrami
- Direction artistique : Owen Paterson
- Décors : Ian Gracie
- Costumes : Liz Keogh
- Montage : Richard Learoyd
- Photographie : Peter Menzies Jr.
- Production : Basil Iwanyk (en) et Alex Proyas
- Sociétés de production : Mystery Clock Cinema et Thunder Road Pictures (en) ; Pyramania et Summit Entertainment (coproductions)
- Sociétés de distribution : Lionsgate (États-Unis), SND (France), Belga Films (Belgique)
- Budget : 140 millions dollars[1]
- Box-office international : 142 232 704 dollars[1]
- Pays de production :  États-Unis,  Australie
- Langue originale : anglais
- Genre : fantastique, action
- Durée : 127 minutes
- Dates de sortie[2] :
  - Philippines : 24 février 2016 (avant-première)
  - États-Unis : 24 février 2016 (New York, avant-première) ; 26 février 2016 (nationale)
  - Australie : 25 février 2016
  - Québec : 26 février 2016
  - France : 6 avril 2016

## Distribution
- Nikolaj Coster-Waldau (VF : Damien Boisseau ; VQ : Marc-André Bélanger) : Horus
- Gerard Butler (VF : Boris Rehlinger ; VQ : Benoît Rousseau) : Seth
- Brenton Thwaites (VF : Gauthier Battoue ; VQ : Xavier Dolan) : Bek
- Élodie Yung (VF : elle-même ; VQ : Annie Girard) : Hathor
- Courtney Eaton (VF : Zina Khakhoulia ; VQ : Marilou Morin) : Zaya
- Geoffrey Rush (VF : Philippe Catoire ; VQ : Denis Mercier) : Rê / Ra
- Chadwick Boseman (VF : Namakan Koné ; VQ : Iannicko N'Doua) : Thot
- Rufus Sewell (VF : Vincent Ropion ; VQ : Manuel Tadros) : Urshu
- Emma Booth (VF : Isabelle Leprince ; VQ : Hélène Mondoux) : Nephtys
- Bryan Brown (VF : Philippe Vincent) : Osiris
- Bruce Spence : le Juge suprême
- Lindsay Farris (en) (VF : Patrick Béthune ; VQ : Jacques Lavallée) : Bek âgé / le narrateur (voix)
- Abbey Lee Kershaw (VF : Caroline Cadrieu) : Anat
- Yaya Deng : Astarté
- Alexander England (en) (VF : Frédéric Norbert) : Mnevis
- Rachael Blake : Isis
- Robyn Nevin : Sharifa
- Jeff Coopwood : un prêtre

 Source et légende : version française (VF) sur RS Doublage ; version québécoise (VQ) sur Doublage.qc.ca.

## Production

### Genèse et développement
Gods of Egypt est basé sur un scénario écrit par Matt Sazama et Burk Sharpless. Le projet est développé par Summit Entertainment, qui contacte le réalisateur Alex Proyas en mai 2012. Le cinéaste, qui n'avait rien réalisé depuis Prédictions (2009), explique qu'il cherchait à faire un blockbuster avec une prémisse originale, pour contraster avec les films de franchise. Il cite comme influences des films comme Les Canons de Navarone (1961), Lawrence d'Arabie (1962), L'Homme qui voulut être roi (1975), Les Aventuriers de l'arche perdue (1981) ainsi que les westerns de Sergio Leone. Maison-mère de Summit Entertainment, Lionsgate envisage alors Gods of Egypt comme le premier volet d'une future franchise à succès.
Pour ce film, Alex Proyas bénéficie du plus gros budget de sa carrière de réalisateur avec un montant estimé à 140 millions de dollars.

### Attribution des rôles
Nikolaj Coster-Waldau est annoncé en juin 2013. Il est ensuite rejoint plus tard dans l'année par Gerard Butler, Geoffrey Rush et Brenton Thwaites. Chadwick Boseman et Élodie Yung sont quant à eux annoncés début 2014.
Alex Proyas offre ici un rôle secondaire à Rufus Sewell, qui était l'acteur principal du film Dark City (1998).
À l'instar de films comme Exodus: Gods and Kings (2014) et Welcome Back (2015), God of Egypt a reçu certaines critiques accusant le film de Whitewashing avec que des actrices et acteurs originaires d'Europe du Nord-Ouest dans les rôles principaux et de ne pas assez représenter la diversité. Le réalisateur Alex Proyas déclarera à ce sujet : « Le processus de casting d'un film comporte plusieurs variables complexes, mais il est clair que nos choix de casting auraient dû être plus diversifiés. J'aimerais m'excuser sincèrement auprès de ceux qui ont été offensés par les décisions que nous avons faites. »

## Sortie et accueil

### Critique
Lors de sa sortie en salles aux États-Unis, le film est très mal accueilli par la critique dans la presse papier et en ligne. Le site Rotten Tomatoes recense 177 critiques de presse dont 150 défavorables et attribue au film, sur cette base, une note moyenne de 15/100. Le site Metacritic, de son côté, recense 25 critiques de presse majoritairement mauvaises et attribue au film une note moyenne de 25/100.
En France, l'accueil est tout aussi peu convaincu dans la presse à la sortie du film. Le site Allociné recense 8 critiques de presse sur lesquelles il se fonde pour calculer une note moyenne de 1,5 sur une échelle de 5.
Le film obtient des critiques favorables dans les magazines de cinéma de genre Mad Movies et L'Écran fantastique. Dans Mad Movies, Cédric Delelée donne au film une note de 4 sur 5 ("Très bon") et y s'inscrit en faux par rapport aux critiques assassines parues dans la presse américaine : il avoue « une totale incompréhension face aux attaques haineuses dont le film est victime » et apprécie dans Gods of Egypt « un peplum de fantasy bis et old school comme on n'osait plus en rêver », dont le réalisateur Alex Proyas « ose tout, ne se fixe aucune limite, n'hésite pas à déployer un romantisme suranné au sein d'une intrigue délicieusement naïve à laquelle il donne des allures de tragédie shakespearienne, épaulé par des acteurs prenant un plaisir manifeste à s'emparer de rôles qu'ils incarnent comme s'ils évoluaient sur la scène d'un théâtre ». Il situe le film dans la lignée de classiques du péplum comme Jason et les Argonautes et de films d'aventure comme les Indiana Jones ou La Momie. Il met au crédit du film sa volonté de grand spectacle, la variété des décors, la caractérisation des personnages et la musique, tout en émettant des réserves envers les effets spéciaux « pas toujours réussis », des ellipses géographiques un peu abruptes et un traitement du dieu Râ « un peu trop excentrique pour son propre bien ». Dans L'Écran fantastique, Roberto E. d'Onofrio affirme : « Il ne s'agit évidemment pas du meilleur métrage de son réalisateur, mais "Gods of Egypt" reste un conte fantastique sans prétentions et divertissant, plein d'humour et parfait pour s'évader du quotidien. »
La presse généraliste et les revues de cinéma générales, quant à elles, ne sont pas du tout convaincues. Dans l'hebdomadaire culturel Télérama, Cécile Mury classe Gods of Egypt parmi les « vrais nanars », lui reprochant son accumulation de « laideur dorée », sa « confusion de monstres numériques baveux » et son casting « absurde ». Dans Le Dauphiné libéré, Jean Serroy donne une critique défavorable et reproche au film sa débauche d'effets spéciaux numériques. Dans la revue Les Fiches du cinéma, Gaël Reyre qualifie Gods of Egypt de « kitscherie sans charme et dégoulinante de pixels gras » et y voit un accident de parcours de son réalisateur. Dans la revue Studio Ciné Live, Véronique Trouillet juge le film « tape-à-l'œil », les personnages « détestables », les effets spéciaux trop envahissants et « dignes d'un mauvais jeu vidéo ».
Alex Proyas s'est exprimé publiquement, notamment sur les réseaux sociaux, pour mettre en question les critiques désastreuses faites à son film.

### Box-office
Doté d'un budget de 140 millions de dollars, Gods of Egypt cumule des recettes d'un peu plus de 31 millions de dollars dans les salles de cinéma américaines, auxquelles s'ajoutent environ 119 millions de dollars de recettes dans le reste du monde. L'ensemble parvient à rembourser les frais des studios pour le film, qui n'engendre cependant que de très faibles bénéfices et est un échec commercial.
| Pays ou région     | Box-office      | Date d'arrêt du box-office | Nombre de semaines |
| ------------------ | --------------- | -------------------------- | ------------------ |
| France             | 429 177 entrées | -                          | -                  |
| États-Unis, Canada | 31 153 464 $    | 12 mai 2016                | 11                 |
| Total mondial      | 150 680 864 $   | -                          | -                  |

## Distinctions principales
(en) Récompenses pour Gods of Egypt sur l’Internet Movie Database

### Récompenses
- ASCAP Awards 2017 : Top Box Office Films pour Marco Beltrami

### Nominations
- Golden Trailer Awards 2016 : Golden Fleece
- Golden Trailer Awards 2017 : meilleur spot TV
- Film Critics Circle of Australia Awards 2017 : meilleure musique pour Marco Beltrami
- Razzie Awards 2017 : pire film, pire acteur pour Gerard Butler (également pour La Chute de Londres), Pire combinaison à l’écran pour « n'importe quel Égyptien, Dieu ou mortel », pire réalisateur et pire scénario